# Architektura renesansu w Skandynawii

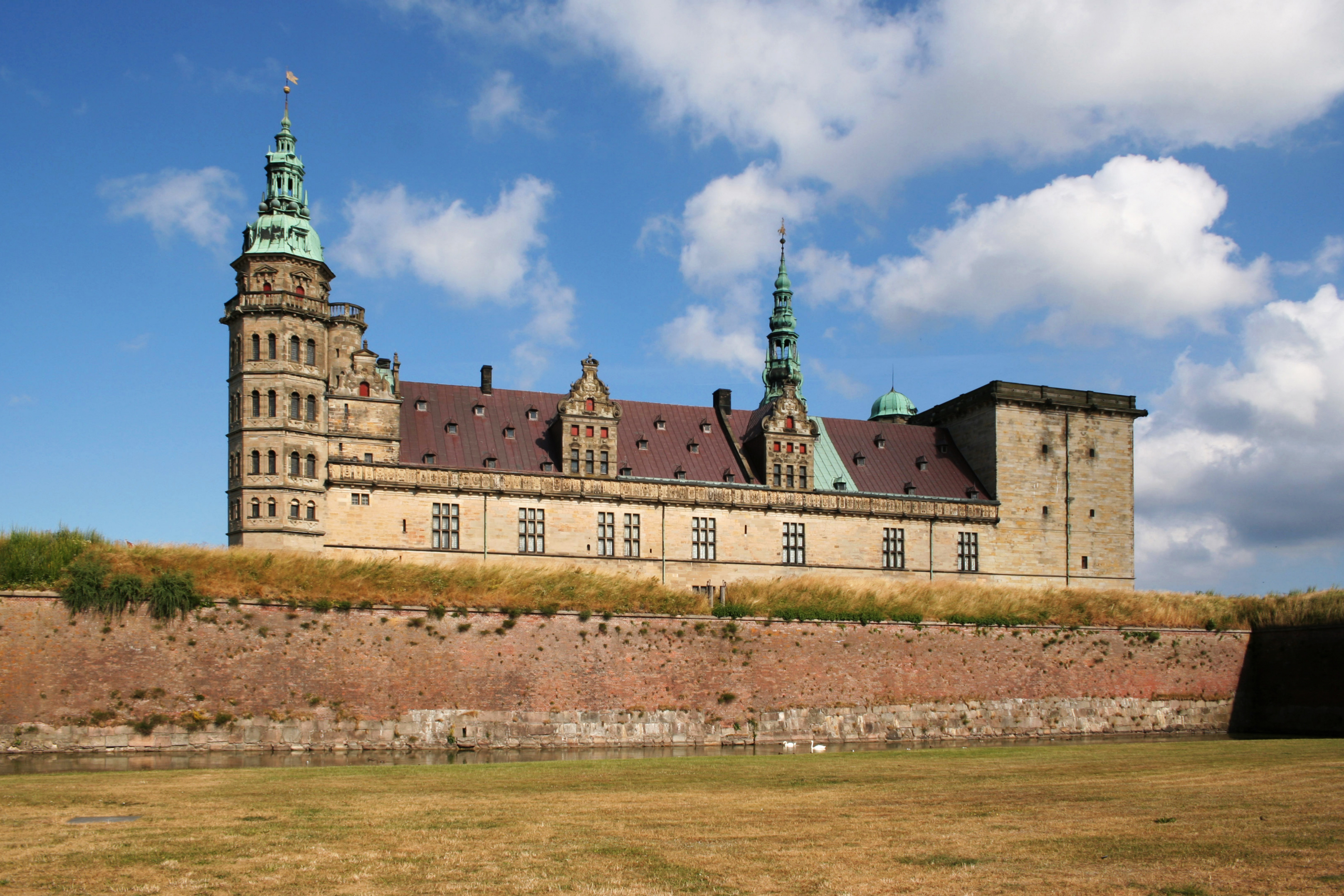
Zamek Kronborg

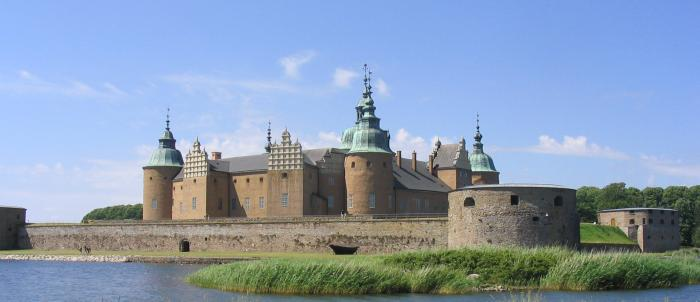
Zamek w Kalmarze

Architektura w Skandynawii przez cały okres renesansu zachowała układ i formę wypracowaną w okresie gotyku. Budowane i przebudowywane w tym okresie zamki mają nadal typową dla średniowiecza formę obronną a renesansowe detale wkomponowane są w bryłę budowli. Architektura renesansu to przede wszystkim budowle wznoszone na zamówienie możnych. Zatem jest to architektura dworska. Obiekty sakralne nadal powtarzają wcześniejsze wzory z niekiedy pojawiającymi się elementami nowego stylu.
Znaczny wpływ na architekturę XVI wieku wywarło budownictwo niderlandzkie oraz w nieco mniejszym stopniu niemieckie. Podstawowym materiałem, zwłaszcza w Danii, podobnie jak w północnej części Niderlandów była cegła.
Przykłady zabytków:
- Dania
  - zamek Hesselagergaard (1538)
  - zamek Egeskov (1554)
  - pałac Frederiksborg (1602)
  - zamek Rosenborg (1610) w Kopenhadze
  - zamek Rosenholm
  - zamek Kronborg w Helsingørze (1574 – 1585)
- Szwecja
  - zamek Gripsholm
  - zamek Vadstena (1545)
  - zamek w Uppsali (1547 przebudowany w 1603)
  - zamek Kalmar (1569)

## Literatura
- Tadeusz Broniewski, Historia architektury dla wszystkich, Wydawnictwo Ossolineum, 1990 r.
- David Watkin, Historia architektury zachodniej, Wydawnictwo Arkady 2006 r. ISBN 83-213-4178-0